# Vršac

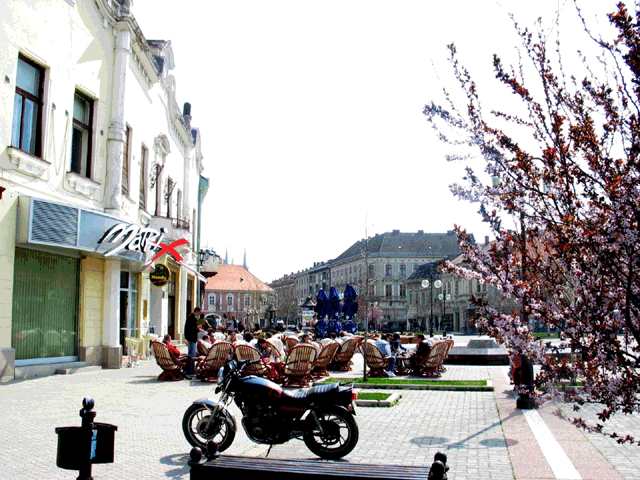
Centro cittadino.

Vršac (in serbo Вршац?, Vršac; in ungherese Versec; in romeno Vârșe) è una città e una municipalità della Voivodina, provincia autonoma della Serbia, ed è situata a 45.13°N, 21.30°E. Nel 2003 la popolazione totale era di 40 000 abitanti, di cui 5 913 rumeni (data la vicinanza con la frontiera rumena). Uno dei centri sportivi serbi più importanti, il Millennium Sport Center, è stato inaugurato qui nel 2002.

## Sport

### Pallacanestro
La squadra principale della città è il KK Vršac.

## Galleria d'immagini

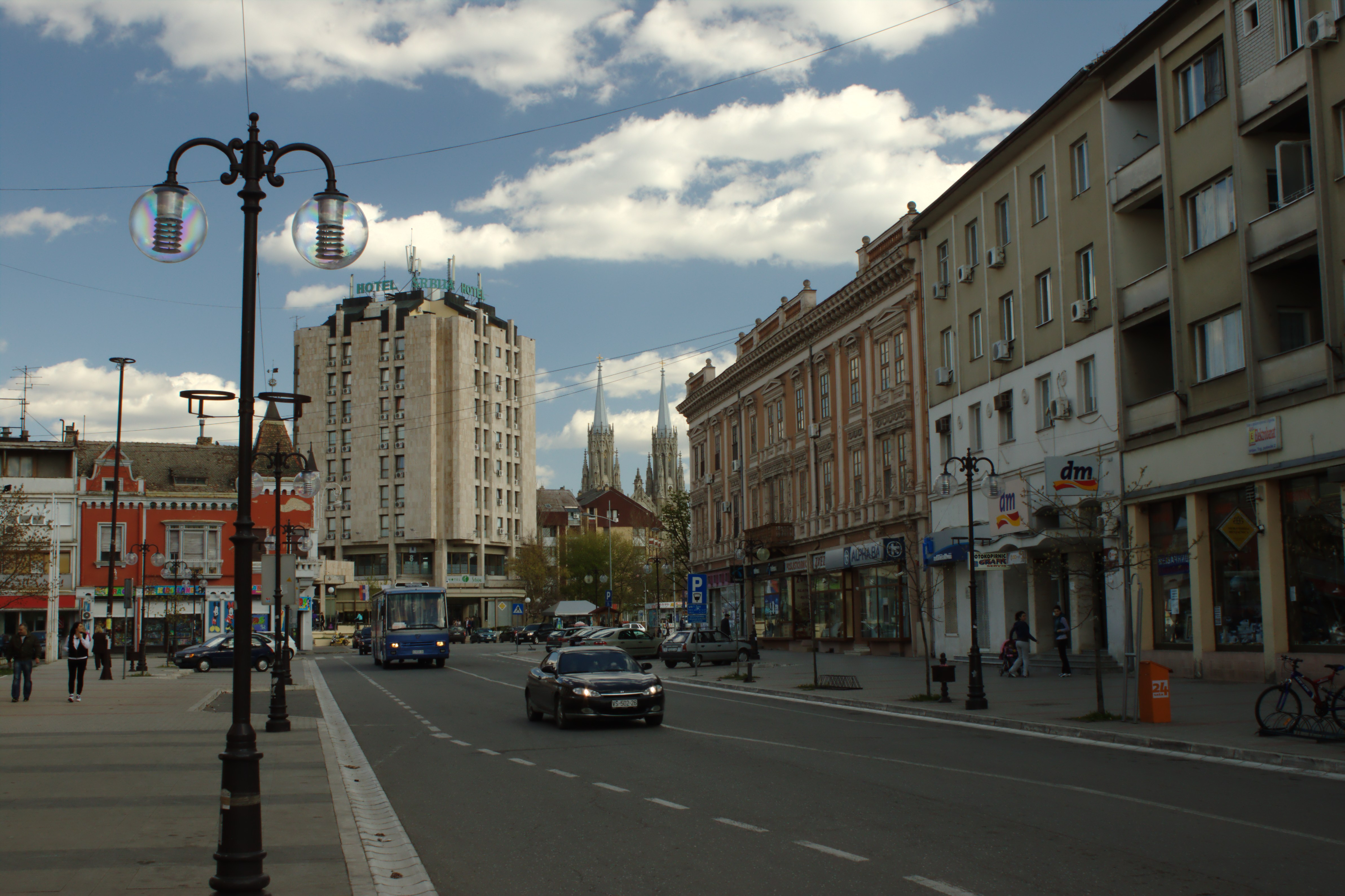
Palazzo dell'hotel "Serbia"
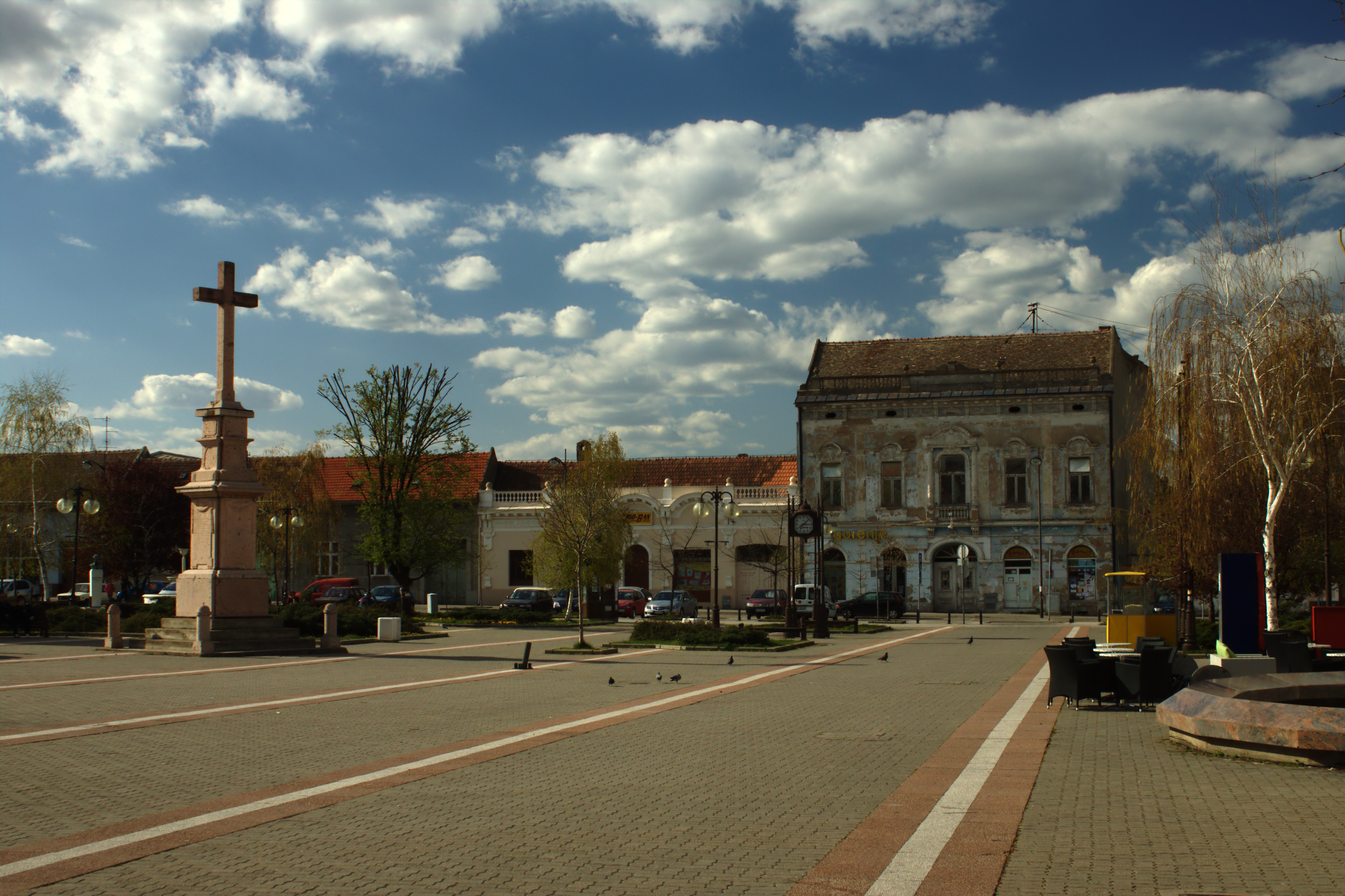
Piazza nel centro storico
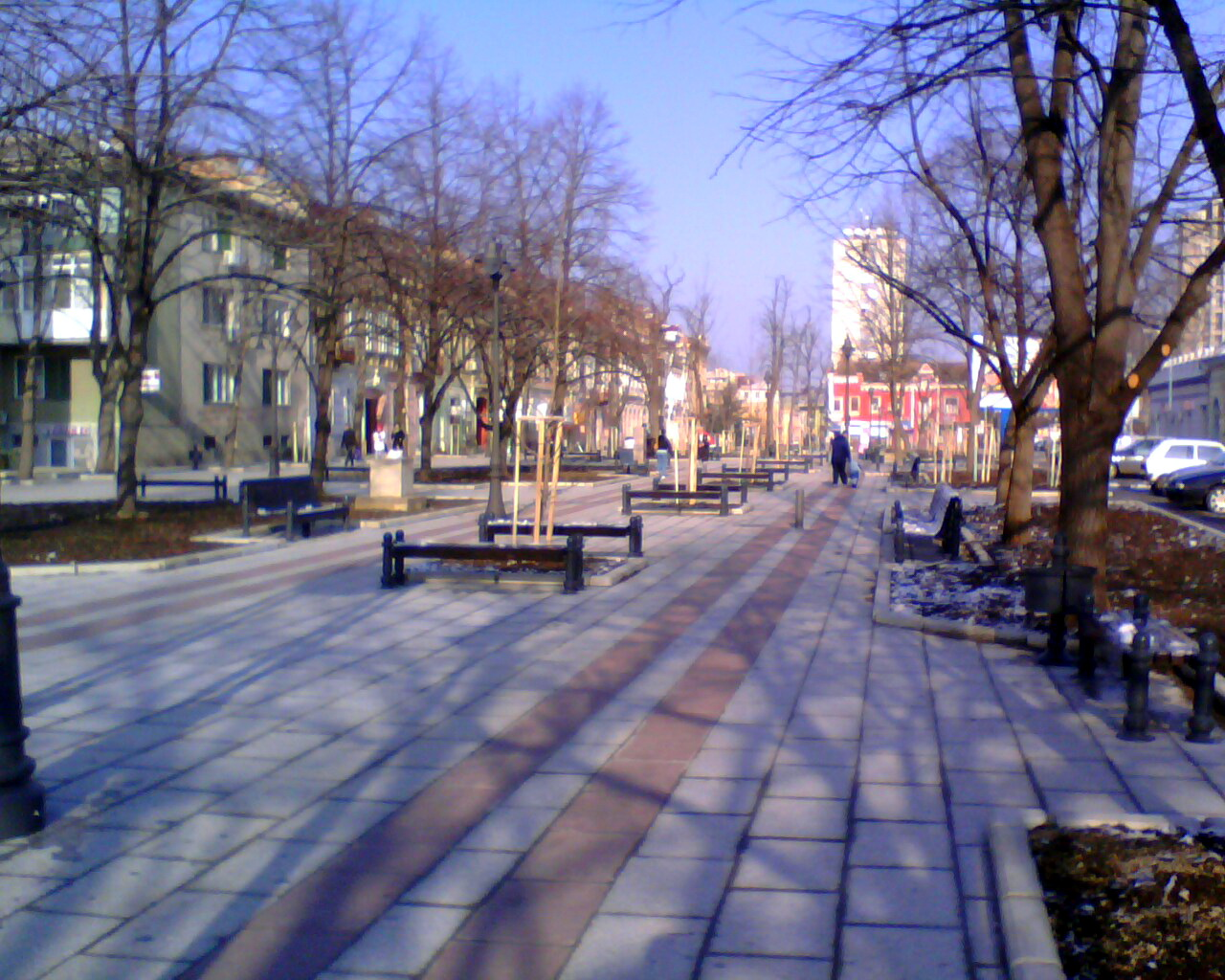
Parco
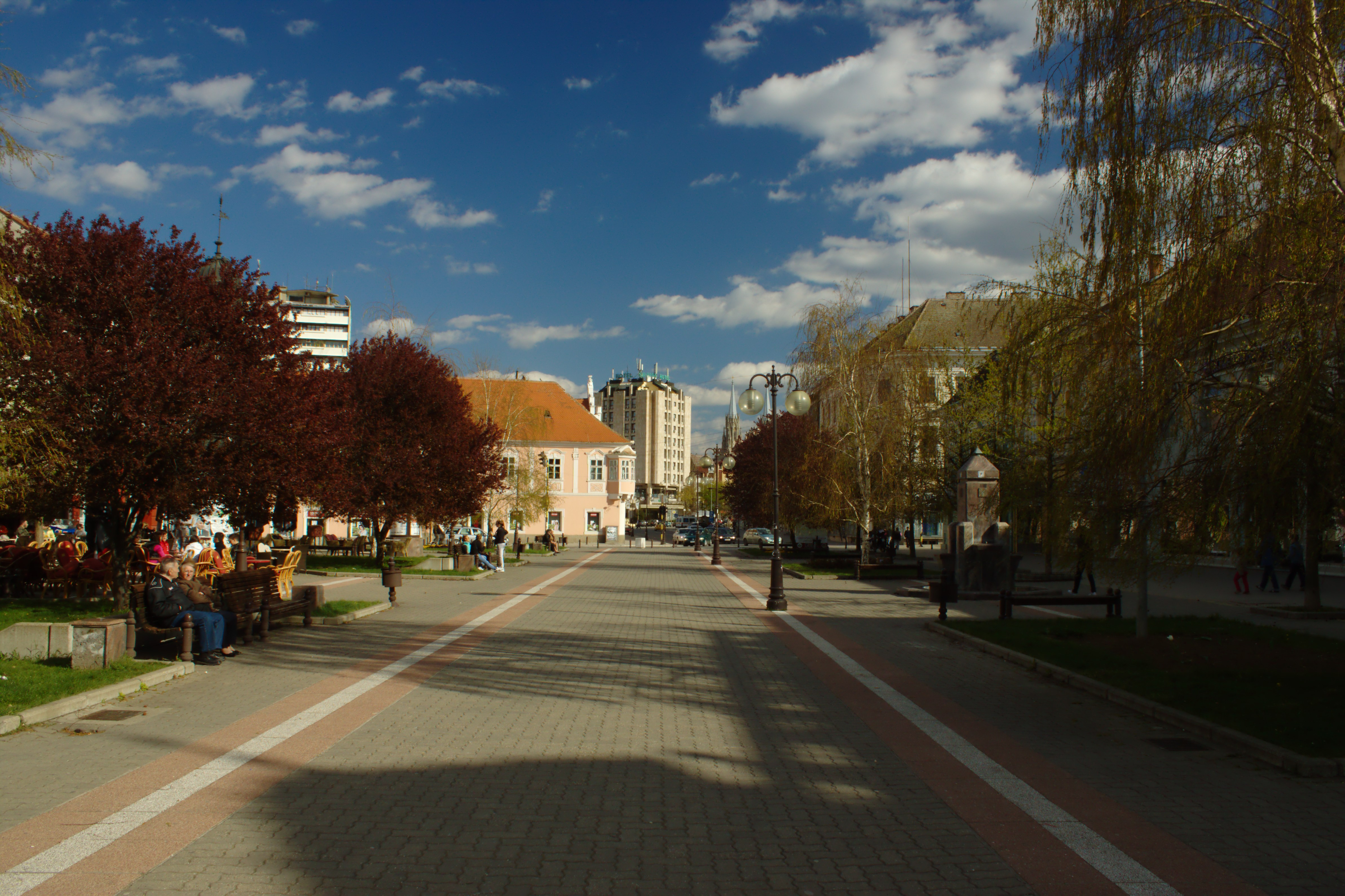
Zona pedonale